# Irma Flaquer
Irma Flaquer Azurdia (Ciudad de Guatemala, 5 de septiembre de 1938 - desaparecida en Ciudad de Guatemala el 16 de octubre de 1980) fue una periodista y psicóloga guatemalteca conocida por sus críticas a las violaciones de derechos por parte de los grupos paramilitares, fuerza pública, guerrilla, desapariciones forzadas y regímenes dictatoriales en su país.  Ocupó durante más de 22 años diversas funciones en diarios y radios de Guatemala. 
Sufrió un atentado en 1979 del que logró escapar. Fruto de la experiencia escribió el libro “A las 12:15, el Sol”, en cuyo prólogo le dedicó la obra a “Mi querido asesino”. Un año después el 16 de octubre un grupo de hombres armados interceptaron el vehículo en el que viajaba con su hijo Fernando. Asesinaron al joven y secuestraron a Irma de la que nunca más se supo. En el momento de su secuestro era asistenta editorial del diario La Nación y ocupaba otros cargos públicos. En 1979 fundó y presidió la primera Comisión de Derechos Humanos de Guatemala.
Fue activista del Partido Revolucionario (PR) liderado por el entonces presidente Julio César Méndez Montenegro.
El caso de su desaparición fue el primero que la Sociedad Interamericana de Prensa presentó ante la Comisión Interamericana de Derechos Humanos, la cual falló que el Gobierno guatemalteco era responsable de su desaparición, al menos por no haberla protegido como la figura pública que era.

## Biografía
Flaquer era hija en un productor teatral catalán, Fernando Flaquer, y de la cantante guatemalteca de ópera, Olga Marina Azurdia. Pasó su infancia gran parte en el extranjero viajando con sus padres que trabajaron sobre todo en países de Centroamérica y Sudamérica. Entre país y país accedió poco a la educación formal pero pudo observar de primera mano la miseria y pobreza de la región. También vivió varios años en México donde todavía estaban muy presentes los ideales teóricos de la revolución mexicana.
Regresó a Guatemala joven. Empezó a estudiar derecho pero cambió a psicología. Su profesor, el sacerdote jesuita Carlos Amann, la recuerda como «una alumna combativa y brillante pero que no tenía madera de abogada» Dejó la abogacía y obtuvo una licenciatura de psicología. Abrió una clínica particular, pero al año siguiente la cerró cuando vio que sólo le servía a «los ricos con neurosis».
Desde 1958 trabajó como periodista autónoma en diversos diarios y radios. Ese mismo año un artículo suyo enfureció a un político, quien les pagó a tres mujeres del mercado para que la golpearan. Ensangrentada, Flaquer se presentó en el diario La Hora y pidió que el periodista Clemente Marroquín Rojas, director del mismo, le tomara fotos y escribiera un artículo acerca de esa agresión. Según Marina Marroquín ―hija del periodista―, Marroquín contrató entonces a Flaquer, comenzando a escribir una columna de opinión en el diario, titulada «Lo que otros callan», que fue muy leída durante 13 años.
Poco después del atentado, en 1971 fue contratada por el diario La Nación, que entonces dirigía Roberto Girón Lemus, para publicar su columna «Lo que otros callan» y en pocos años llegó a ser asistente de dirección del diario. Mientras trabajaba en La Nación, publicó también su propia revista, que se imprimía en La Nación, aunque ésta fue de corta duración.
Ocupó diversas funciones durante más de 22 años en distintos periódicos y estaciones de radio de la ciudad de Guatemala.

### Atentado
En 1968 sufrió un atentado mientras trabajaba como secretaria de prensa de Sara de la Hoz, esposa del presidente de la República, Julio César Méndez Montenegro, líder del centro-izquierdista Partido Revolucionario Unos desconocidos le lanzaron una granada de mano dentro del automóvil mientras manejaba, el artefacto explosivo quedó debajo de uno de los asientos vacíos, aunque salvó su vida quedó herida de gravedad. Tuvo que superar varias operaciones para extraerle la metralla. Casi perdió la mano derecha y quedó sorda del oído derecho. El presidente Méndez Montenegro le ofreció su apoyo para salir del país, viajó a San Salvador pero regresó un mes después afirmando que no podía vivir fuera de Guatemala. Flaquer decidió perdonar públicamente a los agresores y en 1970 escribió un libro titulado "A las 12:15, El Sol"  (Editorial "El Sol" 1970) crónica acerca de este atentado, que le dedicaría a su «querido asesino».
En 1970, con su exesposo decidieron enviar a su hijo menor, Sergio, a vivir en un kibbutz en Israel. El hijo mayor, Fernando, se quedó a vivir con su padre en la misma ciudad de Guatemala.
Según varios periodistas, una mañana Flaquer se personó en el Congreso, con su libro en la mano, y visitó al diputado Oliverio Castañeda (que había capitaneado varios escuadrones de la muerte a fines de los años sesenta y principios de los setenta). Le leyó el prólogo de su libro, y le dijo: «Como has escuchado, he perdonado a mi asesino».

## Activismo
Entre 1966 y 1970 viajó con frecuencia, como periodista y como miembro del Partido Revolucionario, a la región occidental de Guatemala. Subía y bajaba el Río Motagua en un bote de motor para tomar fotos de los cuerpos que flotaban en el agua.
En sus artículos de principios de la década del 70 Flaquer defendía el pacifismo contra la violencia y según la investigación de June Erlick aunque a veces la catalogaban de «izquierdista» «sus artículos no podían etiquetarse facilmente»
A principio de los años setenta, la Asociación de Estudiantes Universitarios (AEU) en la Universidad de San Carlos, creó el Comité de Familiares de Desaparecidos. El 10 de marzo de 1974, varios hombres vestidos de civil entraron a las oficinas del comité y asesinaron a su director, Edmundo Guerra Theilheimer. El resto de los miembros de la institución huyeron a otros países.
A finales de los años setenta, la violencia gubernamental se intensificó y Flaquer se relacionó con el Partido Revolucionario. En diciembre de 1979 Flaquer fundó la primera Comisión de Derechos Humanos de Guatemala con amigos y conocidos, organización que presidió.
El 31 de enero de 1980 estuvo presente cuando un grupo de campesinos del Quiché acompañados por líderes universitarios y guerrilleros irrumpieron tomaron la embajada española en la ciudad de Guatemala. Las fuerzas armadas de Guatemala, desconociendo el derecho internacional, invadieron la embajada, suceso durante el cual se incendió el cuarto en donde se habían refugiado los rehenes y campesinos que habían tomado las instalaciones. Al final, casi todos los ocupantes fallecieron carbonizados, Flaquer entregó grabación de los incidentes a una radio europea, y señaló como responsables al Presidente Lucas y a su Ministro de Interior Donaldo Álvarez Ruiz, también denunciados por los Misioneros del Sagrado Corazón que trabajaban en el Quiché y el jesuita secuestrado y después desaparecido Carlos Pérez Alonso.
Tras numerosas presiones en julio de 1980 la comisión se rindió y varios de sus integrantes se exiliaron. El trabajo se volvió imposible debido a las amenazas del Gobierno en contra de sus dirigentes. Flaquer anunció en un artículo en La Nación el 19 de julio de 1980 la disolución de la Comisión de Derechos Humanos. Las amenazas de muerte continuaron y pidió ayuda. Telefoneó a su antiguo profesor Carlos Amann entonces en la Universidad Centroamericana de Managua explicándole -según relató Amann posteriormente- que estaba acorralada en su apartamento y que si salía los militares la mataban. El día anterior a su viaje la secuestraron y desapareció.

## Secuestro y desaparición
En octubre de 1980, Irma Flaquer decidió exiliarse de Guatemala debido a que se intensificaron las amenazas de muerte contra ella y su familia. Recibió apoyo de amigos en Nicaragua; específicamente, el 14 de octubre de 1980, su exesposo Fernando Valle Avizpe recibió una llamada telefónica del ministro de Gobernación, Donaldo Álvarez Ruiz:

«Dile a Irma que se vaya inmediatamente del país. Ya le envié un nuevo pasaporte, dinero y el pasaje aéreo para Managua; no quiero más excusas que posterguen su viaje. Si se queda ya no puedo hacer nada por ella. El grupo que decidió su eliminación física está totalmente fuera de mi control.»
Donaldo Álvarez Ruiz, ministro de Gobernación

Según un artículo en la revista Siglo Veintiuno, del 23 de julio de 1997, Valle Arizpe le preguntó si el grupo a que se refería eran militares, porque si hubiera sido así, Valle Arizpe podía hablar con un amigo militar para resolver el problema, pero Donaldo Álvarez Ruiz le respondió: «La decisión viene de más arriba».
A pesar de la advertencia, Irma Flaquer no salió de Guatemala inmediatamente, puesto que ya tenía pasajes para viajar el 17 de octubre. Un día antes, el 16 de octubre de 1980, almorzó en la casa de su hijo Fernando, ubicada en la 13 calle A y 2.ª avenida de la zona 3. Allí festejaron la fiesta del cumpleaños de su nieto Alejandro, que cumplía 4 años. En esta reunión, Flaquer se despidió de su hijo Fernando y de la esposa de éste, Mayra Rosales. A las 18:30 su hijo la llevó en automóvil hasta el apartamento de ella. Frente a la casa de Irma Flaquer había una pareja de novios con un maletín grande, sentados en el bordillo de la acera. Familiares y testigos vieron que en la 1.ª avenida y 13 calle A había un vehículo tipo jeep, color beige, con miembros armados de la policía judicial. Cuando Flaquer y su hijo salieron, la pareja de novios hizo una señal a los ocupantes del jeep, que de inmediato los siguió.
Durante la persecución, los ocupantes del jeep comenzaron a disparar contra el automóvil de Valle, en la zona del Hospital San Juan de Dios. Ante el ataque, Fernando Valle viró con rumbo sur en la Avenida del Cementerio. A dos cuadras, en la 14 Calle, el jeep los rebasó y les cortó el paso. Los desconocidos volvieron a dispararle. En ese momento, desde una calle cercana, 13 Calle C, salió un microbús cuyos tripulantes también abrieron fuego contra ellos. Cuando les faltaba una cuadra para llegar a su casa fueron interceptados por los dos automóviles, que los rodearon y les dispararon con armas de fuego.
Fernando Valle resultó gravemente herido; una bala expansiva le penetró en la cabeza, y perdió el control del volante. Chocó contra la pared de una casa ubicada en la 14 Calle y la Avenida del Cementerio. Irma Flaquer sufrió heridas que no le impidieron salir del carro pidiendo a gritos ayuda médica para su hijo. En ese momento varios individuos que participaron en el ataque armado, dieron alcance a la periodista, cubrieron su rostro con una bolsa de tela o un pañuelo y rápidamente se la llevaron del lugar. Dentro del expediente no se establece de cuál de los vehículos salieron los sujetos que secuestraron a Irma Flaquer, pero posiblemente fue llevada a la camioneta.
Un hombre que presenció el secuestro intentó escapar corriendo por la calle, pero fue perseguido por los atacantes a lo largo de dos cuadras, y asesinado a tiros. Asimismo, la Comisión para el Esclarecimiento Histórico (CEH) determinó que otra persona que transitaba a la misma hora y por el mismo lugar, fue herida en una pierna, y trasladada al Centro Médico, en la zona 10 de la Ciudad de Guatemala. Menos de media hora después, el vehículo con placa P-143196, propiedad de la víctima, en cuyo interior aún se encontraba su bolsa de mano, una grabadora pequeña, casetes grabados y otras herramientas de trabajo, fue retirado del lugar y trasladado a la Brigada Militar  «Mariscal Zavala». Por su parte, Fernando Valle Flaquer falleció horas después en el Hospital General San Juan de Dios.
Se presume que Flaquer fue torturada y, varios meses después, asesinada., aunque su cuerpo nunca fue recuperado. En ese momento ella fue la primera mujer profesional de raza blanca y de clase media en ser secuestrada y presumiblemente asesinada en la misma ciudad de Guatemala. A fines de 1980, Antonio García Borrajo concluyó que Irma Flaquer estuvo varias semanas recluida en una cárcel clandestina en el edificio de la antigua Escuela Politécnica en la zona 10 de la Ciudad de Guatemala.

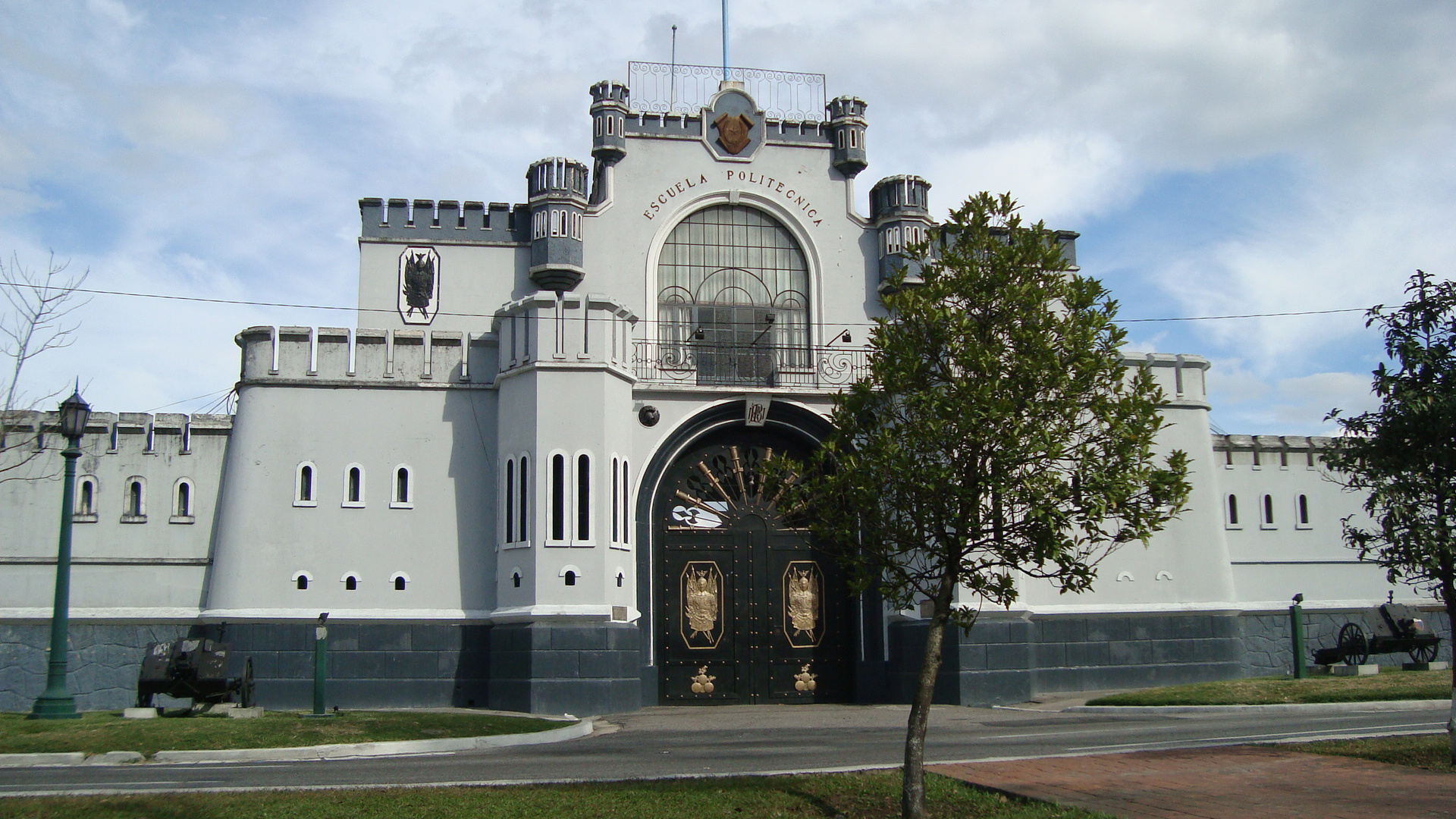
Edificio de la antigua Escuela Politécnica en la zona 10 de la Ciudad de Guatemala. De acuerdo a la CEH (Comisión para el Esclarecimiento Histórico) de Guatemala, luego del traslado de la Escuela Politécnica a San Juan Sacatepéquez en 1978, este edificio fue utilizado como cárcel clandestina para presos políticos.

Los familiares de Flaquer le pidieron al arzobispo de Guatemala de entonces, el cardenal Mario Casariego, que oficiara una misa pública por ella. Pero él les respondió que «fuerzas superiores se lo habían impedido». Inmediatamente después de la desaparición de Irma Flaquer, y en los siguientes dos años, su hijo Sergio Valle Flaquer ―de 23 años― empezó a recibir amenazas telefónicas anónimas en Israel en las que afirmaban que su madre no estaba secuestrada sino que había perdido la razón y vivía por su cuenta en un sótano. El Gobierno de Lucas García, por su parte, atribuyó la desaparición a los grupos guerrilleros presentes en el país en esa época indicando que una posible causa de la muerte de Flaquer fue pugnas internas en las Fuerzas Armadas Rebeldes, de la que ella era militante, luego de que la acusaron de denunciar a Aníbal Ramírez (alias «comandante Jerónimo»).
En los siguientes años, el terrorismo de Estado alcanzó su cima, y ningún grupo de derechos humanos pudo trabajar ya dentro de las fronteras del país.

### Investigación
La Sociedad Interamericana de Prensa (SIP) investigó el caso de Irma Flaquer como parte de su proyecto contra la impunidad en Guatemala. El caso fue el primero que la SIP presentó ante la Comisión Interamericana de Derechos Humanos, la cual falló que el Gobierno guatemalteco era responsable de su desaparición, al menos por no haberla protegido como la figura pública que era.
En 1997, la periodista estadounidense June Carolyn Erlick publicó el artículo «El secuestro de Irma Flaquer Azurdia», en el libro Crímenes sin castigo contra periodistas, págs. 62-66, publicado por la SIP (Sociedad Interamericana de Prensa).
El 30 de julio de 1997, Fernando Valle Arizpe publicó una carta en el diario Prensa Libre, donde expresaba sus dudas sobre la responsabilidad de la guerrilla, argumentando que las FAR no tenían el suficiente poder en la Ciudad de Guatemala para hacer desaparecer valiosos documentos y el automóvil en que viajaban su exesposa y su hijo, apenas veinte minutos después de ocurrido el crimen.
Valle Arizpe relató (en el periódico El Gráfico del 23 de julio de 1997) que un mes antes, Marta Altolaguirre ―presidenta de la Comisión Presidencial para los Derechos Humanos (de Guatemala)―, le había ofrecido asesoría legal e incluso pasajes para buscar en Estados Unidos a Donaldo Álvarez Ruiz y esclarecer el caso. Pero al saber que también se sindicaba al Ejército, la oferta se esfumó.
En el secuestro y desaparición de Flaquer se involucró al jefe de la Policía Nacional, Germán Chupina Barahona (1920-2008), quien fue finalmente sobreseído por la Corte Suprema de Justicia de Guatemala.
En 2004, la periodista estadounidense June Erlick publicó el libro Disappeared, a journalist silenced: the Irma Flaquer story.
El 11 de noviembre de 2004 fue formalmente dedicada la Biblioteca de la Paz «Irma Flaquer Azurdia» de la Universidad de San Carlos, proyecto colaborativo de la USAC y de la Misión de Verificación de las Naciones Unidas en Guatemala (MINUGUA).
En julio de 2007, Irma Azurdia, tía de la periodista, presentó una fotografía inédita de Irma Flaquer.
En enero de 2009, el estado guatemalteco asumió su responsabilidad por la desaparición forzada de Irma Flaquer. El secretario de la Paz, Orlando Blanco, entregó una carta de perdón a Alejandro Valle Flaquer y a Anabella Flaquer Azurdia, hijo y hermana de la periodista, respectivamente. El acto contó con asistencia de representantes de organizaciones sociales y derechos humanos. La comisionada presidencial de Derechos Humanos, Ruth del Valle, indicó que el Estado pidió perdón por el hecho ya que las investigaciones por el hecho no llegaron a resultados y no se llegó a ninguna condena.

## Vida personal
En 1955 ―a los 17 años de edad― se casó con el arquitecto Fernando Valle Avizpe, con quien tuvo dos hijos: Sergio y Fernando Valle Flaquer asesinado el mismo día en el que la periodista fue secuestrada; tres años después de la boda, en 1958 la pareja se divorció. El 16 de octubre de 1976 nació su nieto Fernando, hijo de su hijo Fernando con su esposa Mayra Rosales.